# مورد (سرده)
مورد (نام علمی: Myrtus) یا مورت نام یک سرده از تیره موردیان است. سردهٔ درختچه‌ای همیشه‌سبز یا درختی کوتاه با یک یا دو گونه از موردیان که بومی جنوب اروپا و آفریقای شمالی هستند.
مورد گیاهی است مقدس در آیین زرتشت. در کتاب بندهش در بخش آفرینش گیاهان این گیاه نماد اهورا مزدا است. در استان فارس این گیاه را جمع‌آوری می‌کنند و در حجلهٔ عروس و داماد آن را زیر فرشهای حجله گاه می‌گذارند تا بوی خوش آن در حجله گاه منتشر شود.
این گیاه درختچه یا بوته‌ای همیشه سبز است که گاه بلندی آن به ۵ متر نیز می‌رسد. برگ‌های آن حدود ۳ تا ۵ سانتی‌متر طول داشته و بویی بسیار خوشایند دارد. گلبرگ‌های آن سفید و میوه توپی شکل آن آبی رنگ می‌باشد.

## کاربری‌های باستان در پزشکی

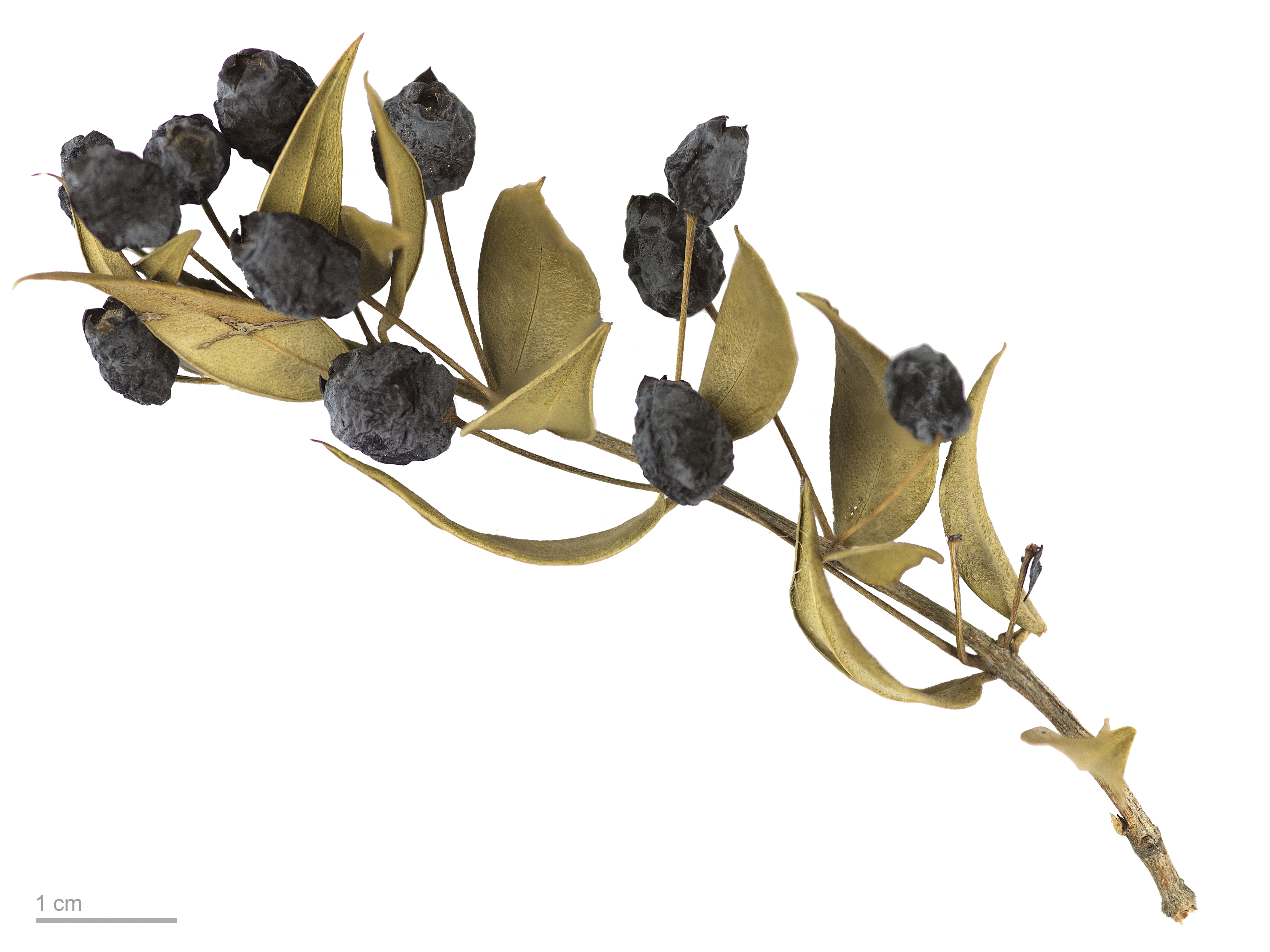
Myrtus communis

در نوشته‌های بقراط گیاه مورد جایگاهی ویژه دارد. در یونان قدیم سنبل عشق وزیبایی به عظمت بود و رومیان عقیده داشتند که هرکس چای مورد بنوشد در نزد معشوقه زیبا جلوه می‌کند و جلوی خانه‌های خود مورد می‌پاشیدند تا این که عشق همیشه در خانه‌هایشان باشد.

## کاربری‌ در پزشکی مدرن
در پزشکی مدرن داروهایی از گیاه مورد در گروه داروهای شیمیایی و گیاهی تولید می‌شود مانند میرتس کامینوس ال(Myrtus communis L) با نام تجاری myrtoplex(برای کنترل تبخال) به شکل پماد(Ointment).

## ظاهر
مورد با نام علمی Myrtus communis درختچه کوچکی است که ارتفاع ساقه آن در شرایط عادی بین ۱ تا ۳ متر است. برگ‌هایی همیشه سبز، پایا، متقابل، ساده، نوک‌تیز، عاری از تار و دندانه، چرمی، به رنگ سبز تیره و معطر دارد. گل‌های نسبتاً درشت و زیبای مورد، رنگ سفید و بوی مخصوصی دارند و از اردیبهشت ماه تا تیر ظاهر می‌شوند.
پیدایش گل‌های این درختچه به صورتی است که مانند برگ‌ها وضع متقابل داشته و در کنار آنها، به ساقه می‌پیوندند. هر گل آن ۵ گلبرگ مساوی به صورت گسترده دارد، به‌طوری‌که وجود این حالت باعث می‌شود پرچم‌های متعدد و فراوان گل تا انتهای میله و محل اتصال میله به نهنج به صورت دسته‌ای از تارهای بلند و ظریف رویت می‌شوند.
برروی ساقهٔ درخت مورد برجستگی‌هایی به وجود می‌آید که گال GALL نامیده می‌شود. این برجستگی‌ها دارای مقدار زیادی تانن بوده و بسیار قابض است؛ بنابراین مصرف دارویی دارد.

## رویشگاه‌ها
برگ، میوه و گل‌های روی ساقه مورد دارای خواص دارویی هستند و این درختچه بیشتر در نواحی شمال ایران، فارس(بویژه فسا)، کرمان، بندرعباس، یزد، شهرستان رومشگان در جنوب غربی لرستان و گیلان غرب از شهرستان‌های استان کرمانشاه (در جنوب غرب استان کرمانشاه و شمال غرب استان ایلام) و سرزمینهای کوهپایه‌ای زاگرس در خوزستان می‌روید. مورد به‌طور خودرو در نواحی اطراف دریای مدیترانه و آب‌وهوای معتدل می‌روید و به عنوان گیاه زینتی از آن استفاده می‌شود.
درختچه زیبای شیشه‌شور (نام محلی خوزستان) (Callistemon salignus or C. subulatus) در استان خوزستان کشت شده که با گل آذین استوانه‌ای خود زیبایی خاصی دارد. گیاه اوجن (Eugenia Jambolana)، جم (Eugenia Jambos)، و گوآوا (Psidium guajava) که به غلط در استان‌های جنوبی زیتون گفته می‌شود از جمله گیاهانی هستند که در استانهای بلوچستان و هرمزگان کشت شده و از نظر اقتصادی بسیار ارزشمند و میوه آنها خوراکی است. درختچه فی جوا (Feijioa sellowiana) نیز در شمال گاهی در باغ‌ها کشت شده که میوه آن خوراکی است و ارزش اقتصادی خاصی دارد.